# George Raft
George Raft, nato George Ranft (New York, 26 settembre 1901 – Los Angeles, 24 novembre 1980), è stato un attore statunitense.
Agile ballerino, con l'aspetto da duro, interpretò spesso il ruolo del gangster e del teppista, stile di vita che lo contraddistinse anche in gioventù e fuori dal set, tanto che rifiutò ottime opportunità a causa dei suoi aspetti caratteriali. Fu insignito della famosa stella attribuita alle Celebrità della Hollywood Walk of Fame.

## Biografia
Raft nacque ad Hell's Kitchen, un quartiere di Manhattan (New York), il 26 settembre del 1901 in una numerosa e umile famiglia ebraica aschenazita d'origine tedesca: la madre, Eva Glockner, era immigrata negli Stati Uniti da ragazza, mentre il padre, Conrad Ranft, era nato e cresciuto nel Massachusetts da genitori immigrati. Raft svolse inizialmente la professione di ballerino, ma fu anche pugile, sport praticato anche da molti altri divi del cinema americano dell'epoca e che contribuì a segnargli il volto da duro. La sua gioventù fu caratterizzata da un comportamento spregiudicato e da alcune amicizie "scomode" che egli mantenne anche quando giunse al culmine della carriera.

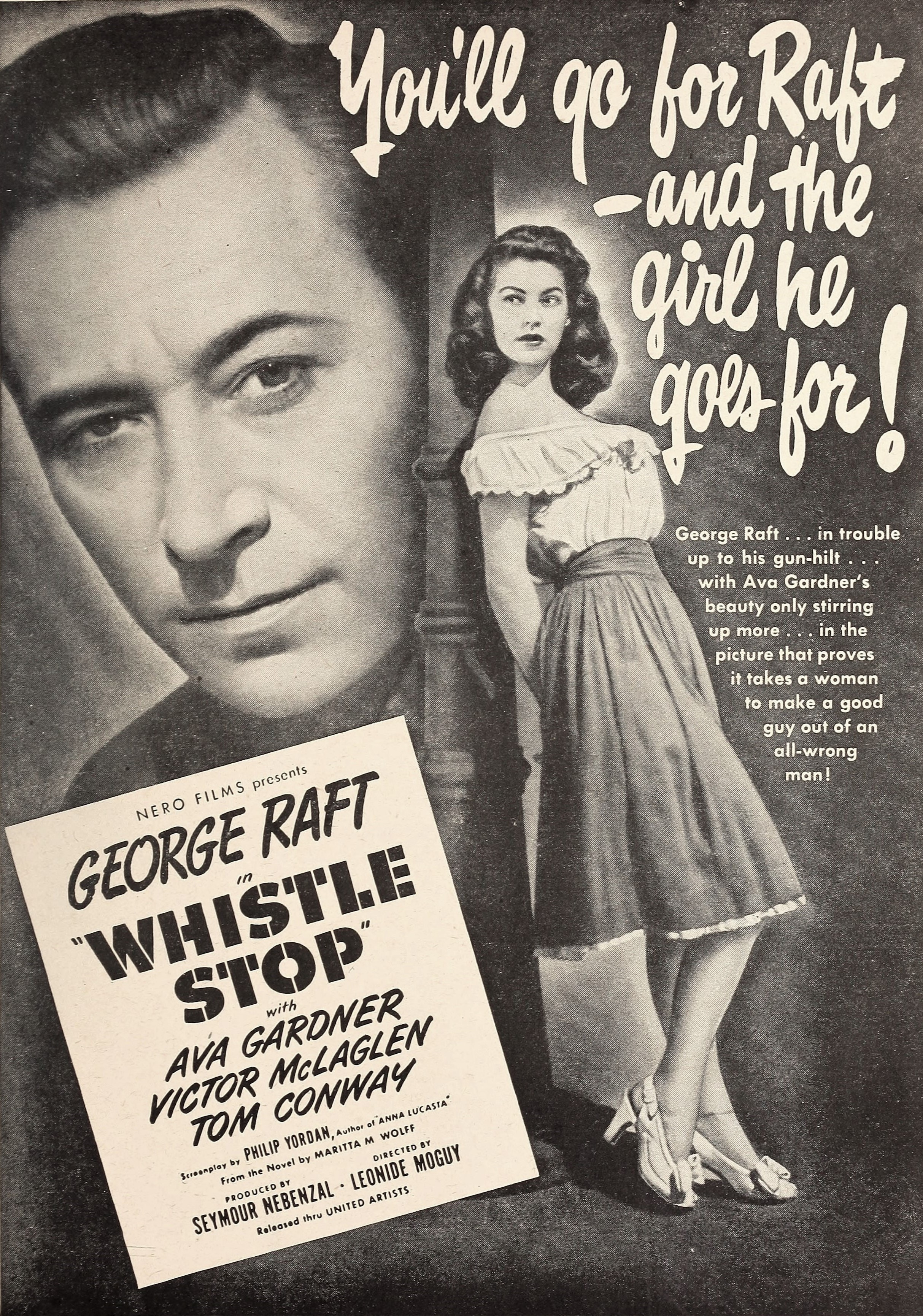
George Raft con Ava Gardner in Sangue all'alba (Whistle Stop) (1946)

Dalle sale da ballo, Raft riuscì a farsi strada fino a Broadway ed esordì nel cinema nel 1929 con Queen of the Night Clubs, ma la sua grande stagione si aprì con l'avvento del sonoro e, soprattutto, con gli anni d'oro del cinema poliziesco e del gangster-movie, che trovarono linfa dai violenti fatti di cronaca che scuotevano l'America ai tempi del proibizionismo. Prima fu al fianco di Eddie Cantor nella commedia Il re dei chiromanti (1931) ma si mise poi in luce in Quick Millions (1931), nel quale indossò i panni di un gangster della banda di Spencer Tracy, in Scarface (1932), dove interpretò Guino Rinaldo, l'azzimato teppista che si esibisce nel lancio della monetina, accanto a Paul Muni e Ann Dvorak.
Grazie al successo di Scarface, Raft girò in rapida sequenza un film dopo l'altro, tra cui Night After Night (1932), in cui è un ex pugile arricchito, proprietario di un lussuoso locale notturno, che tenta di elevarsi socialmente. Il film segnò l'esordio nel cinema di Mae West, che Raft conosceva dai tempi in cui aveva debuttato come ballerino professionista di tango e collaboratore di noti gangster di New York.
Tra le altre interpretazioni di Raft, sono da ricordare quelle nella commedia Se avessi un milione (1932), nel romantico Bolero (1934), nel ruolo di un seducente ballerino accanto a Carole Lombard, The Glass Key (1935), Anime sul mare (1937), Morire all'alba (1939), in cui fu un anomalo gangster vessato dal destino, e Fulminati (1941). Nel ruolo del gangster che si redime o dell'investigatore privato dai modi dubbi fu sicuramente uno dei divi per eccellenza, se non pari, sicuramente secondo solamente a James Cagney.
Dopo il grande successo di Strada maestra (1940), dove ebbe il titolo di testa a scapito di Humphrey Bogart, rifiutò di accettare la parte di protagonista in Il mistero del falco (1941) e successivamente in La fiamma del peccato (1944). Questo atteggiamento di superiorità da parte di Raft, allora fra i grandi divi della Warner Bros., contribuì a consacrare Bogart e Fred MacMurray, che presero il suo posto nei predetti film, mentre Raft, che si avvicinava ai cinquant'anni d'età, iniziò a ricevere proposte come attore non protagonista, insidiato nel ruolo di duro anche dal ben più giovane Alan Ladd. Tutto ciò non deve stupire perché George Raft era all'epoca molto più famoso di Bogey e MacMurray e quindi il suo carattere altero e sprezzante lo condizionò professionalmente, e i suoi colpi di testa risultarono sicuramente determinanti per l'inizio del suo declino.
Recitò ancora da protagonista in un ottimo noir, I morti non parlano (1949), e in film in cui interpretò eroi esemplari come Le spie (1943) e Notturno di sangue (1946), dove fu un investigatore osteggiato dalla società, ma, giunto all'apice della carriera, la sua vita privata e quella relazionale iniziarono a fare sempre maggiore notizia per i presunti legami con la malavita, risalenti ai tempi in cui faceva il ballerino nei locali di New York. Negli anni cinquanta interpretò prevalentemente ruoli di contorno ed arrivò addirittura a parodiare se stesso nei suoi vecchi film, impersonando il gangster "Ghette" nella commedia A qualcuno piace caldo (1959) di Billy Wilder.

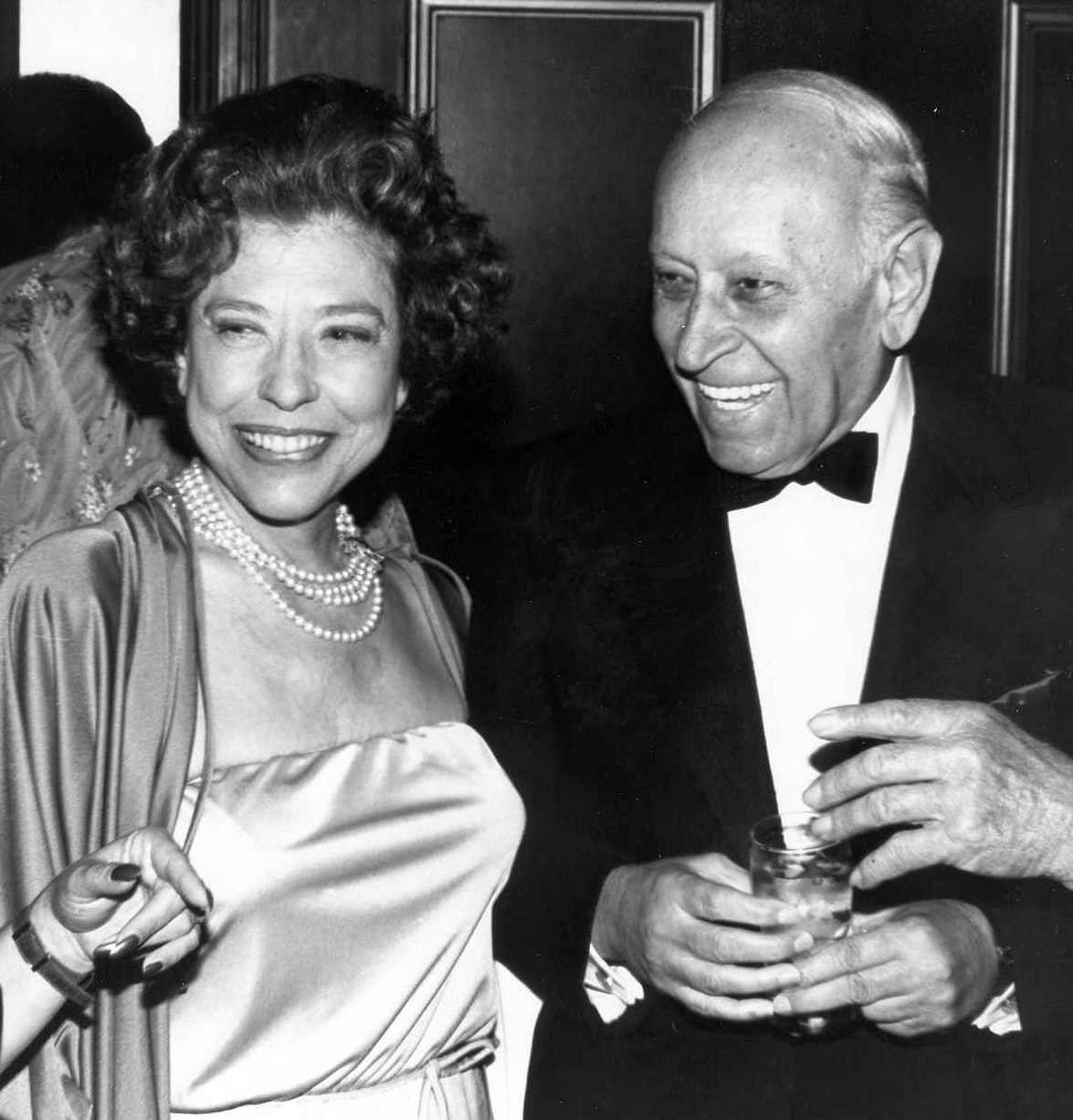
George Raft e Judy Canova nel 1979

Raft ebbe diversi problemi con la giustizia. Il suo nightclub a L'Avana venne chiuso dal regime di Fidel Castro e nel 1966, a causa dei suoi pericolosi legami con il mondo del crimine, le autorità gli impedirono di entrare in Gran Bretagna.
Scrisse anche un'autobiografia, della quale fu costretto a vendere i diritti per i problemi economici che lo affliggevano, e dalla quale nel 1961 fu tratto il film Testa o croce, in cui Raft venne interpretato da Ray Danton. Nella fase finale della sua carriera lavorò in ruoli di caratterista, con un piccolo cameo in James Bond 007 - Casino Royale (1967) e in Sextette (1978), in cui ritrovò Mae West, e proponendo frequenti rivisitazioni dei suoi più vecchi e amati ruoli, come lo scaltro gangster del poliziesco Il detective con la faccia di Bogart (1980), che fu la sua ultima apparizione sullo schermo.
Raft morì per leucemia nel 1980, all'età di 79 anni, esattamente due giorni dopo Mae West, che era stata sua partner agli esordi. Vennero tumulati nello stesso cimitero di Los Angeles.

## Filmografia
- Queen of the Night Clubs, regia di Bryan Foy (1929)
- Cercatrici d'oro (Gold Diggers of Broadway), regia di Roy Del Ruth (1929)
- L'ultimo viaggio (Side Street), regia di Malcolm St. Clair (1929)
- Quick Millions, regia di Rowland Brown (1931)
- Goldie, regia di Benjamin Stoloff (1931)
- Hush Money, regia di Sidney Lanfield (1931)
- Il re dei chiromanti (Palmy Days), regia di A. Edward Sutherland (1931)
- Taxi!, regia di Roy Del Ruth (1932)
- Dancers in the Dark, regia di David Burton (1932)
- Scarface - Lo sfregiato (Scarface), regia di Howard Hawks e Richard Rosson (1932)
- Madame Racketeer, regia di Harry Wagstaff Gribble e Alexander Hall (1932)
- Under-Cover Man, regia di James Flood (1932)
- Se avessi un milione (If I Had a Million), regia di James Cruze e H. Bruce Humberstone (1932)
- Night After Night, regia di Archie Mayo (1932)
- Spavalderia (The Bowery ), regia di Raoul Walsh (1933)
- Pick-Up, regia di Marion Gering (1933)
- Midnight Club, regia di Alexander Hall e George Somnes (1933)
- All of Me, regia di James Flood (1934)
- Bolero, regia di Wesley Ruggles (1934)
- Squillo di tromba (The Trumpet Blows), regia di Stephen Roberts (1934)
- Quartiere cinese (Limehouse Blues), regia di Alexander Hall (1934)
- Rumba, regia di Marion Gering (1935)
- Stolen Harmony, regia di Alfred L. Werker (1935)
- The Glass Key, regia di Frank Tuttle (1935)
- Ogni sera alle otto (Every Night at Eight), regia di Raoul Walsh (1935)
- Il domatore di donne (She Couldn't Take It), regia di Tay Garnett (1935)
- It Had to Happen, regia di Roy del Ruth (1936)
- Bionda avventuriera (Yours for the Asking), regia di Alexander Hall (1936)
- Anime sul mare (Souls at Sea), regia di Henry Hathaway (1937)
- You and Me, regia di Fritz Lang (1938)
- Il falco del nord (Spawn of the North), regia di Henry Hathaway (1938)
- The Lady's from Kentucky, regia di Alexander Hall (1939)
- Morire all'alba (Each Dawn I Die), regia di William Keighley (1939)
- Sono colpevole (I Stole a Million), regia di Frank Tuttle (1939)
- Strisce invisibili (Invisible Stripes) regia di Lloyd Bacon (1939)
- L'isola degli uomini perduti (The House Across The Bay) regia di Archie Mayo (1940)
- Strada maestra (They Drive By Night) regia di Raoul Walsh (1940)
- Fulminati (Manpower) regia di Raoul Walsh (1941)
- Ombre di Broadway (Broadway) regia di William A. Seiter (1942)
- La taverna delle stelle (Stage Door Canteen) regia di Frank Borzage (1943)
- Le spie (Background To Danger) regia di Raoul Walsh (1943)
- La nave della morte (Follow the Boys) regia di A. Edward Sutherland (1944)
- La barriera d'oro (Nob Hill), regia di Henry Hathaway (1945)
- Onde insanguinate (Johnny Angel) regia di Edwin L. Marin (1945)
- Sangue all'alba (Whistle Stop), regia di Léonide Moguy (1946)
- L'amore può aspettare (Mr. Ace), regia di Edwin L. Marin (1946)
- Notturno di sangue (Nocturne), regia di Edwin L. Marin (1946)
- Tre figli in gamba (Christmas Eve), regia di Edwin L. Marin (1947)
- Contrabbando a Shanghai (Intrigue), regia di Edwin L. Marin (1947)
- Labbra avvelenate (Race Street), regia di Edwin L. Marin (1948)
- Marocco (Outpost Marocco), regia di Robert Florey (1949)
- I morti non parlano (Johnny Allegro), regia di Ted Tetzlaff (1949)
- Luce rossa (Red Light), regia di Roy Del Ruth (1949)
- A Dangerous Profession, regia di Ted Tetzlaff (1949)
- Il covo dei gangsters (I'll Get You for This), regia di Joseph M. Newman (1951)
- Banditi senza mitra (Loan Shark), regia di Seymour Friedman (1952)
- Azione di controspionaggio (Escape Route), regia di Seymour Friedman e Peter Graham Scott (1952)
- Missione ad Algeri, regia di Edoardo Anton e Ray Enright (1953)
- Senza scampo (Rogue Cop), regia di Roy Rowland (1954)
- L'amante sconosciuto (Black Widow), regia di Nunnally Johnson (1954)
- Spionaggio atomico (A Bullet for Joey), regia di Lewis Allen (1955)
- Il giro del mondo in 80 giorni (Around the World in Eighty Days), regia di Michael Anderson (1956)
- A qualcuno piace caldo (Some Like It Hot), regia di Billy Wilder (1959)
- Il ritorno dell'assassino (Jet Over the Atlantic), regia di Byron Haskin (1959)
- Colpo grosso (Ocean's Eleven), regia di Lewis Milestone (1960)
- L'idolo delle donne (The Ladies Man), regia di Jerry Lewis (1961)
- Two Guys Abroad, regia di Don Sharp (1962)
- For Those Who Think Young, regia di Leslie H. Martinson (1964) (non accreditato)
- Rififi internazionale (Du rififi à Paname), regia di Denys de La Patellière (1966)
- I cinque draghi d'oro (Five Golden Dragons), regia di Jeremy Summers (1967)
- James Bond 007 - Casino Royale (Casino Royale), regia di Val Guest e Ken Hughes (1967)
- Skidoo, regia di Otto Preminger (1968)
- Una faccia di c... (Hammersmith Is Out), regia di Peter Ustinov (1972)
- Sextette, regia di Ken Hughes (1978)
- Il detective con la faccia di Bogart (The Man with Bogart's Face), regia di Robert Day (1980)

### Film o documentari dove appare George Raft
- The Fashion Side of Hollywood documentario, regia di Josef von Sternberg (1935)

## Doppiatori italiani
- Gualtiero De Angelis in Scarface - Lo sfregiato, Se avessi un milione, Anime sul mare (ridoppiaggio), Il falco del nord, Morire all'alba, L'isola degli uomini perduti, Fulminati, Sangue all'alba, Tre figli in gamba, Labbra avvelenate, I morti non parlano, Luce rossa, Banditi senza mitra, Senza scampo, L'amante sconosciuto, Spionaggio atomico, Il giro del mondo in 80 giorni, A qualcuno piace caldo, L'idolo delle donne
- Romolo Costa in Spavalderia
- Giulio Panicali in Sono colpevole
- Mario Pisu in Strisce invisibili
- Augusto Marcacci in Contrabbando a Shanghai
- Roldano Lupi in Le spie
- Pino Colizzi in Scarface - Lo sfregiato (primo ridoppiaggio)
- Tony Sansone in Scarface - Lo sfregiato (secondo ridoppiaggio)
- Marco Morellini in Sangue all'alba (ridoppiaggio)